# Liste der National Historic Landmarks in Oklahoma
Diese Liste der National Historic Landmarks in Oklahoma führt alle Objekte und Stätten im US-amerikanischen Bundesstaat Oklahoma auf, die in diesem US-Bundesstaat als National Historic Landmark (NHL) eingestuft sind und unter der Aufsicht des National Park Service stehen. Diese Bauwerke, Objekte und andere Stätten entsprechen bestimmten Kriterien hinsichtlich ihrer nationalen Bedeutung.

## Derzeitige NHLs in Oklahoma
In Oklahoma gibt es 22 solcher National Historic Landmarks. Diese Liste führt die Objekte nach den amtlichen Bezeichnungen im National Register of Historic Places.
| [ 3 ] | Name                                            | Bild                   | Eintragsdatum                 | Lage                                         | County | Beschreibung |
| ----- | ----------------------------------------------- | ---------------------- | ----------------------------- | -------------------------------------------- | ------ | --- |
| 1     | 101 Ranch Historic District                     | weitere Bilder         | 15. Mai 1975 ID-Nr. 73001560  | Ponca City 36° 36′ 47″ N, 97° 8′ 34″ W       |        | Auf dieser Ranch entwickelte Bill Pickett das bull-dogging in eine Rodeokunstform; Heimat der 101 Ranch Wild West Show.                                                                                              |
| 2     | Bizzell Library                                 | weitere Bilder         | 3. Jan. 2001 ID-Nr. 01000071  | Norman 35° 12′ 28″ N, 97° 26′ 44″ W          |        | Bibliothek der University of Oklahoma, die ihren Fokus auf Supreme-Court-Fälle zur Rassentrennung gelegt hat. |
| 3     | Boley Historic District                         | Antioch Baptist Church | 15. Mai 1975 ID-Nr. 75001568  | Boley 35° 29′ 44″ N, 96° 28′ 58″ W           |        | Eine 1903 ausschließlich für Schwarze gegründete Stadt, Ergebnis der Rassentrennungspolitik. |
| 4     | Boston Avenue Methodist Episcopal Church, South | weitere Bilder         | 20. Jan. 1999 ID-Nr. 78002270 | Tulsa 36° 8′ 38″ N, 95° 59′ 4″ W             |        | Eines der besten Beispiele kirchlicher Art-Déco-Architektur in den Vereinigten Staaten |
| 5     | Camp Nichols                                    |                        | 23. Mai 1963 ID-Nr. 66000628  | Wheeless 36° 45′ 9,6″ N, 102° 55′ 34,6″ W    |        | Ruinen des von Kit Carson erbauten Forts, das zum Schutz der Siedler vor Kiowa und Apatschen erbaut wurde, die auf dem Cimarron Cutoff unterwegs waren.                                                              |
| 6     | Cherokee National Capitol                       | weitere Bilder         | 4. Juli 1961 ID-Nr. 66000627  | Tahlequah 35° 54′ 38,3″ N, 94° 58′ 13,9″ W   |        | Kapitol der Cherokee-Nation von 1869 bis 1907, als Oklahoma ein Bundesstaat wurde |
| 7     | Creek National Capitol                          | Creek National Capitol | 4. Juli 1961 ID-Nr. 66000632  | Okmulgee 35° 37′ 23,6″ N, 95° 58′ 18,4″ W    |        | Kapitol der Creek von 1878 bis 1907, heute ein Museum. |
| 8     | Deer Creek Site                                 |                        | 16. Apr. 1964 ID-Nr. 66000630 | Newkirk Adresse Verschlußsache               |        | Ausgrabungsstätte eines befestigten Dorfes der Wichita. |
| 9     | Fort Gibson                                     | weitere Bilder         | 12. Dez. 1960 ID-Nr. 66000631 | Fort Gibson 35° 48′ 14″ N, 95° 15′ 26″ W     |        | Das Fort war bei seiner Erbauung 1824 im damaligen Indianer-Territorium der westlichste Militärposten der Vereinigten Staaten.                                                                                       |
| 10    | Fort Sill                                       | weitere Bilder         | 12. Dez. 1960 ID-Nr. 66000629 | Fort Sill 34° 42′ 15″ N, 98° 30′ 30″ W       |        | Das Fort ist der einzige US-Militärstützpunkt aus Zeiten der Indianerkriege im Süden der Großen Ebenen, der noch im aktiven Dienst ist.                                                                              |
| 11    | Fort Washita                                    | weitere Bilder         | 23. Juni 1965 ID-Nr. 66000626 | Nida 34° 6′ 13″ N, 96° 32′ 54″ W             |        | Das Fort wurde 1842 gegründet, um die Choctaw und Chickasaw vor den Prärieindianern zu schützen. |
| 12    | Guthrie Historic District                       | weitere Bilder         | 20. Jan. 1999 ID-Nr. 74001664 | Guthrie 35° 52′ 48″ N, 97° 25′ 31″ W         |        | Historic Landmark District. |
| 13    | Honey Springs Battlefield                       | weitere Bilder         | 27. Feb. 2013 ID-Nr. 13000280 | Rentiesville 35° 31′ 52,7″ N, 95° 29′ 8,9″ W |        | Stätte der Schlacht von Honey Springs während des Sezessionskrieges, die wegen der überwiegenden Beteiligung von überwiegend nicht-weißer Truppenteile bekannt wurde                                                 |
| 14    | Ernest Whitworth Marland Mansion                | weitere Bilder         | 22. Dez. 1977 ID-Nr. 73001561 | Ponca City 36° 43′ 1″ N, 97° 3′ 38″ W        |        | Wohnhaus des Politikers Ernest Whitworth Marland. |
| 15    | McLemore Site                                   |                        | 19. Juli 1964 ID-Nr. 66000636 | Colony Adresse Verschlußsache                |        | archäologische Stätte |
| 16    | Murrell Home                                    | weitere Bilder         | 30. Mai 1974 ID-Nr. 70000530  | Park Hill 35° 51′ 20,6″ N, 94° 57′ 32,2″ W   |        | Wohnhaus von George M. Murrell |
| 17    | Platt National Park Historic District           | weitere Bilder         | 7. Juli 2011 ID-Nr. 11000628  | Sulphur 34° 30′ 2″ N, 96° 58′ 20″ W          |        | Eine Quadratmeile umfassende Fläche, die von der Chickasaw Nation 1902 an die Bundesregierung verkauft wurde, um einen Park einzurichten                                                                             |
| 18    | Price Tower                                     | weitere Bilder         | 29. März 2007 ID-Nr. 74001670 | Bartlesville 36° 44′ 51″ N, 95° 58′ 34″ W    |        | Das von Frank Lloyd Wright entworfene Gebäude ist das einzige fertiggestellte Hochhaus des Architekten. designed building. Es wurde von der H.C. Price Petroleum Company in Auftrag gegeben und 1956 fertiggestellt. |
| 19    | Sequoyah's Cabin                                | Sequoyah's Cabin       | 21. Dez. 1965 ID-Nr. 66000634 | Akins 35° 30′ 51″ N, 94° 39′ 7″ W            |        | Blockhaus von Sequoyah, der die Schrift für die Cherokee entwickelte |
| 20    | Stamper Site                                    |                        | 19. Juli 1964 ID-Nr. 66000635 | Optima Adresse Verschlußsache                |        | archäologische Stätte |
| 21    | Washita Battlefield                             | weitere Bilder         | 12. Jan. 1965 ID-Nr. 66000633 | Cheyenne 35° 37′ 3″ N, 99° 42′ 1″ W          |        | Schlachtfeld, wo 1868 George Custer die 7. Kavallerie in einen Überraschungsangriff auf das Dorf des Cheyenne-Chief Black Kettle führte.                                                                             |
| 22    | Wheelock Academy                                |                        | 21. Dez. 1965 ID-Nr. 66000949 | Millerton 33° 59′ 38″ N, 94° 59′ 18″ W       |        | Ursprünglich eine Missionsschule für Mädchen der Choctaw wurde die Einrichtung zu einer Akademyie und Vorbild für andere Akademien der fünf zivilisierten Nationen.                                                  |

## Belege
1. ↑  National Park Service: National Historic Landmarks Program: Questions and Answers. Abgerufen am 14. Dezember 2010 (englisch).
2. ↑  Listing of National Historic Landmarks by State: Oklahoma. National Park Service, abgerufen am 30. September 2020.
3. ↑  Die Nummerierung in dieser Listenspalte ist an der vom National Park Service vorgelegten Reihenfolge der Einträge orientiert; die Farben unterscheiden verschiedene Schutzgebietstypen des Nationalparksystems mit landesweiter Bedeutung (z. B. National Historic Landmarks) von den sonstigen Einträgen im National Register of Historic Places.